# 犬飼智也
犬飼 智也（いぬかい ともや、1993年5月12日 - ）は、静岡県静岡市駿河区出身のプロサッカー選手。Jリーグ・柏レイソル所属。ポジションはディフェンダー（DF）。
妻はモデルの三原勇希。

## 来歴
清水エスパルスJrユース、同ユースを経て2012年に柏瀬暁とともにトップチームへ昇格。
2013年6月28日、松本山雅FCへ期限付き移籍。
翌2014年は移籍期間を延長、42試合にフル出場しチームのJ1初昇格に貢献した。
2015年に清水へ復帰。
2018年、鹿島アントラーズへ完全移籍。加入後は昌子源と植田直通の日本代表コンビを前にポジションを奪うことは出来ず、W杯明けの植田移籍後に代役として期待されたが、韓国代表チョン・スンヒョンが加入したためにレギュラーとして活躍することは無かった。しかし昌子離脱時などにはスンヒョンとコンビを組んで活躍。唯一同年公式戦全試合メンバー入りを果たした。
続く2019シーズンは昌子がフランスへ移籍。スンヒョンに加えて町田浩樹の台頭やブエノの復帰などもあって、ポジション争いが注目されたが、犬飼はシーズン通してレギュラーで活躍。結果リーグ戦では29試合に出場し、2ゴールを挙げた。
2020シーズンはスンヒョンやブエノなどの経験豊富の選手が退団。川崎から奈良竜樹が加入したが、自身はディフェンスリーダーとして活躍。結果的に昨季より2試合多い31試合に出場した。
2021年シーズン終了後、浦和レッズへ完全移籍することが発表された。
2022年シーズンの開幕戦にスタメン出場して以降はベンチから終盤に途中出場が続いたが、第5節のジュビロ磐田戦に開幕戦以来のスタメン出場を果たすと、CKから移籍後初ゴールとなる先制点をマーク。
続く北海道コンサドーレ札幌戦でもスタメン出場をするも、VAR判定などの影響により長く取られた後半アディショナルタイムに相手選手との競り合いの際に負傷してしまい、そのまま交代となる。
診断結果は左膝蓋骨骨折および膝蓋腱部分断裂で、全治まで約6ヶ月を要する見込みとされている。その結果、6試合の出場に留まった。
2023年は出場機会を得られず7月24日、柏レイソルへ期限付き移籍。12月29日、完全移籍が発表された。
2025年シーズンは柏レイソルのチームキャプテンに就任した。

## 人物・エピソード
愛知県に住む祖父が農家ということもあり農業高校（静岡農）へ進学した。実習が多く週3回は山へ行っていたため、高校生活の一番の思い出はミカン栽培だったという。
ワイルドなヒゲがチャームポイントとされる。
2023年4月1日にモデルの三原勇希との結婚を発表し、同年9月14日に第1子男児が誕生した。
2024年11月29日に柏市内にカフェ「TONÉS COFFEE ROASTERS」をオープンした。

## 所属クラブ
- 東源台FC（静岡市立東源台小学校）
- 2006年 - 2008年 清水エスパルスJr.ユース（静岡市立東豊田中学校）
- 2009年 - 2011年 清水エスパルスユース （静岡県立静岡農業高等学校）
- 2012年 - 2017年  清水エスパルス
  - 2013年 - 2014年  松本山雅FC（期限付き移籍）
- 2018年 - 2021年  鹿島アントラーズ
- 2022年 - 2023年  浦和レッズ
  - 2023年7月 - 同年12月  柏レイソル（期限付き移籍）
- 2024年 -  柏レイソル

## 個人成績
| 国内大会個人成績 | 国内大会個人成績 | 国内大会個人成績 | 国内大会個人成績 | 国内大会個人成績 | 国内大会個人成績 | 国内大会個人成績 | 国内大会個人成績 | 国内大会個人成績 | 国内大会個人成績 | 国内大会個人成績 | 国内大会個人成績 |
| 年度             | クラブ           | 背番号           | リーグ           | リーグ戦         | リーグ戦         | リーグ杯         | リーグ杯         | オープン杯       | オープン杯       | 期間通算         | 期間通算         |
| 年度             | クラブ           | 背番号           | リーグ           | 出場             | 得点             | 出場             | 得点             | 出場             | 得点             | 出場             | 得点             |
| 日本             | 日本             | 日本             | 日本             | リーグ戦         | リーグ戦         | リーグ杯         | リーグ杯         | 天皇杯           | 天皇杯           | 期間通算         | 期間通算         |
| ---------------- | ---------------- | ---------------- | ---------------- | ---------------- | ---------------- | ---------------- | ---------------- | ---------------- | ---------------- | ---------------- | ---------------- |
| 2012             | 清水             | 25               | J1               | 1                | 0                | 1                | 0                | 1                | 0                | 3                | 0                |
| 2013             | 清水             | 25               | J1               | 0                | 0                | 2                | 0                | -                | -                | 2                | 0                |
| 2013             | 松本             | 13               | J2               | 21               | 3                | -                | -                | 2                | 0                | 23               | 3                |
| 2014             | 松本             | 13               | J2               | 42               | 6                | -                | -                | 2                | 0                | 44               | 6                |
| 2015             | 清水             | 13               | J1               | 20               | 0                | 2                | 0                | 1                | 0                | 23               | 0                |
| 2016             | 清水             | 3                | J2               | 26               | 1                | -                | -                | 1                | 1                | 27               | 2                |
| 2017             | 清水             | 3                | J1               | 16               | 0                | 0                | 0                | 0                | 0                | 16               | 0                |
| 2018             | 鹿島             | 39               | J1               | 22               | 1                | 4                | 1                | 4                | 0                | 30               | 2                |
| 2019             | 鹿島             | 39               | J1               | 29               | 2                | 4                | 1                | 3                | 0                | 36               | 3                |
| 2020             | 鹿島             | 39               | J1               | 31               | 2                | 1                | 0                | -                | -                | 32               | 2                |
| 2021             | 鹿島             | 39               | J1               | 29               | 5                | 6                | 0                | 2                | 0                | 37               | 5                |
| 2022             | 浦和             | 13               | J1               | 6                | 1                | 0                | 0                | 0                | 0                | 6                | 1                |
| 2023             | 浦和             | 13               | J1               | 0                | 0                | 3                | 0                | 1                | 0                | 4                | 0                |
| 2023             | 柏               | 13               | J1               | 12               | 0                | -                | -                | -                | -                | 12               | 0                |
| 2024             | 柏               | 13               | J1               | 25               | 1                | 0                | 0                | 0                | 0                | 25               | 1                |
| 2025             | 柏               | 13               | J1               |                  |                  |                  |                  |                  |                  |                  |                  |
| 通算             | 日本             | 日本             | J1               | 191              | 12               | 23               | 2                | 12               | 0                | 226              | 14               |
| 通算             | 日本             | 日本             | J2               | 89               | 10               | -                | -                | 5                | 1                | 94               | 11               |
| 総通算           | 総通算           | 総通算           | 総通算           | 280              | 22               | 23               | 2                | 17               | 1                | 320              | 25               |

その他の公式戦
- 2022年
  - スーパーカップ 1試合0得点

| 国際大会個人成績 | 国際大会個人成績 | 国際大会個人成績 | 国際大会個人成績 | 国際大会個人成績 | FIFA      | FIFA      |
| 年度             | クラブ           | 背番号           | 出場             | 得点             | 出場      | 得点      |
| AFC              | AFC              | AFC              | ACL              | ACL              | クラブW杯 | クラブW杯 |
| ---------------- | ---------------- | ---------------- | ---------------- | ---------------- | --------- | --------- |
| 2018             | 鹿島             | 39               | 10               | 0                | 1         | 0         |
| 2019             | 鹿島             | 39               | 9                | 0                | -         | -         |
| 2022             | 浦和             | 13               | 0                | 0                | -         | -         |
| 通算             | AFC              | AFC              | 19               | 0                | 1         | 0         |

その他の国際公式戦
- 2019年
  - AFCチャンピオンズリーグ2019・プレーオフ 1試合0得点
- 2020年
  - AFCチャンピオンズリーグ2020・プレーオフ 1試合0得点
- Jリーグ初出場 - 2012年8月25日 J1 第23節 vs浦和レッズ (エコパ)
- Jリーグ初得点 - 2013年8月18日 J2 第29節 vsジェフユナイテッド市原・千葉 (松本)

## タイトル

### クラブ
鹿島アントラーズ
- AFCチャンピオンズリーグ：1回（2018年）

浦和レッズ
- スーパーカップ：1回（2022年）
- AFCチャンピオンズリーグ：1回（2022年）

### 個人
- J1リーグ・月間ベストゴール(2024年5月度 第13節 対FC東京)[14]

## 代表歴
- 2012年 U-19日本代表